# Sideros-Leuchtturm
Der Sideros-Leuchtturm (griechisch Φάρος Σίδερο auch Akra Sidhero) steht auf der im 16. Jahrhundert von den Venezianern errichteten Alten Festung in Korfu, der Hauptstadt der gleichnamigen griechischen Insel. Er ist der älteste noch in Betrieb befindliche griechische Leuchtturm und steht unter Denkmalschutz.

## Geschichte und Bauwerk

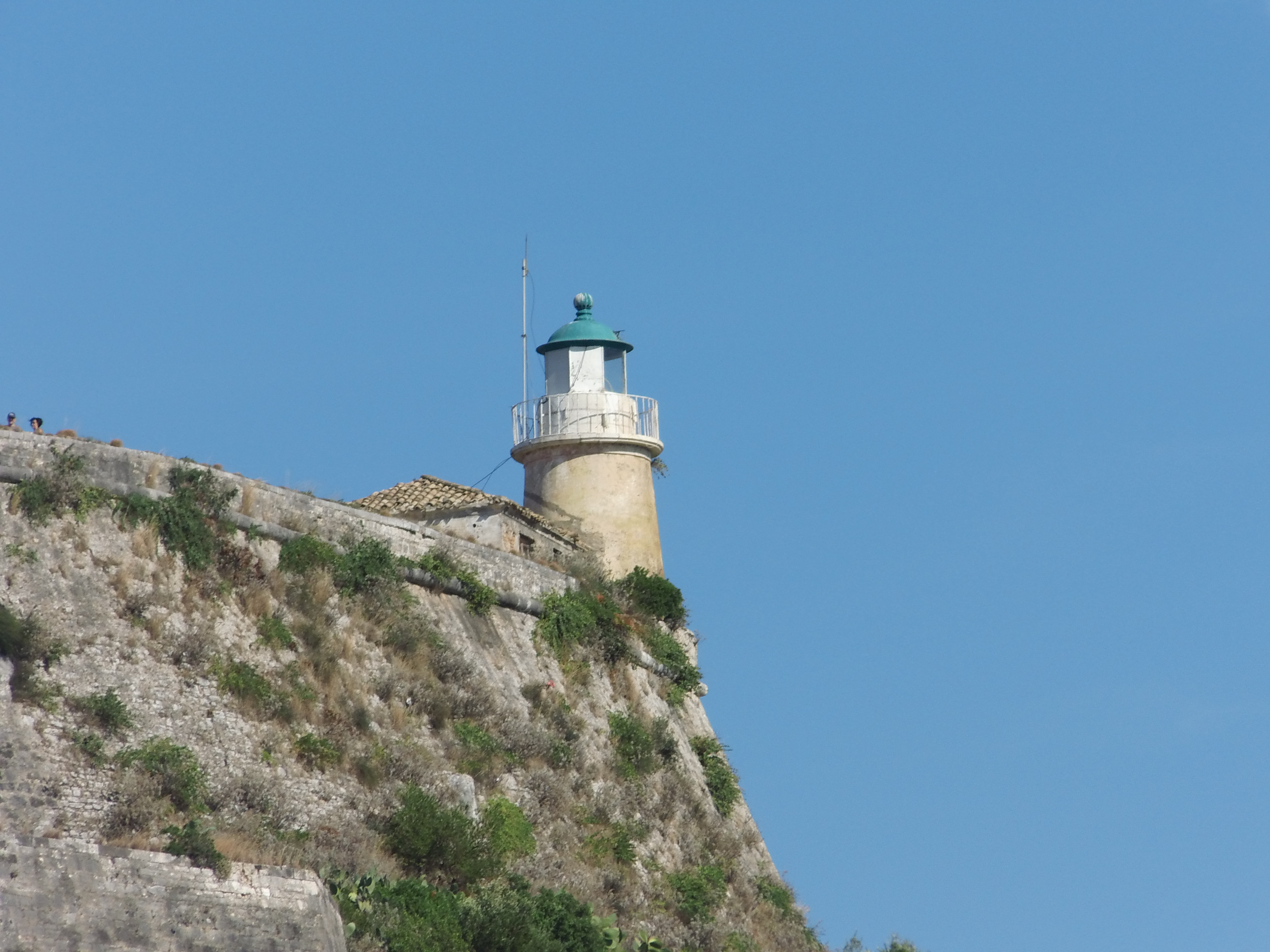
Leuchtturm-Ansicht, 2018

Der acht Meter hohe Leuchtturm wurde nach historischen Quellen 1822 von den Briten auf dem Landturm der Alten Festung errichtet, um die Einfahrt in den wichtigsten Hafen ihres Protektorats der Republik der Ionischen Inseln zu sichern. Er entstand als erster von insgesamt 13 Leuchttürmen, die schließlich 1863 mit den Ionischen Inseln an Griechenland übergeben wurden. Der aus Natursteinen gebaute runde Turm ist unverputzt. Die Laterne befindet sich über einer Galerie und unter einem grün gestrichenen Dach. An die Turmbasis schmiegt sich das frühere Haus des Leuchtturmwärters, das in seiner Geschichte mehrfach umgebaut wurde.
Das einfache feste Licht von 1822 wurde bald durch eine Fresnellinse vierter Ordnung der in Paris ansässigen Firma Sautter, Lemonier et Cie. ersetzt. Heute besitzt der Turm ein modernes Leuchtfeuer mit einer Trommellinse. 1992 wurde der Betrieb von Acetylen auf elektrischen Strom umgestellt.
Der Griechische Leuchtturmdienst (Y.Faron), 1887 gegründet und mit Sitz seit 1929 in Piräus, hat die ausschließliche Zuständigkeit für Bau und Betrieb der Leuchtfeuer des griechischen Leuchtturmnetzes zur Gewährleistung der Navigationssicherheit.
Die Alte Festung mit dem Leuchtturm ist Teil des erweiterten archäologischen und historischen Gebiets der Altstadt von Korfu und seit 2007 auch UNESCO-Weltkulturerbe. Der Sideros-Leuchtturm ist außerdem durch Gesetz Zum Schutz von Altertümern ein besonderes Baudenkmal.

## Abbildung auf dem 500-Drachmen-Schein
Der Sideros-Leuchtturm ist auch dadurch bekannt, dass er von 1983 bis zur Euro-Umstellung 2002 auf dem 500-Drachmen-Geldschein zusammen mit der Alten Festung Akra Sidhero abgebildet war.